# 洋教
洋教，是一个历史名词，在清朝时期指从外国所传来的宗教信仰，通常指基督宗教。义和团运动所主要针对的即是基督宗教的宗教人士。需要注意的是，实际上佛教、伊斯兰教也均是由外国传入中国，但通常并不以洋教相称。基督教人士对“洋教”一称通常不悦，因为这是基督教与中国文化未曾融合的表现。